# Богдан-337x
Богдан-3373 і Богдан-33712 — вантажівки від української корпорації «Богдан». Модель 33712 має повний привод, 3373 — задній привод. Модель розроблена на шасі Hyundai HD72 c використанням кабіни JAC. Має споряджену масу 3 т, вантажопідйомність — до 2 т.
Планувалася на заміну ГАЗ-66 для Збройних сил України, проте не була прийнята на озброєння. Їй на заміну розглядається Богдан-3355.

## Історія
Вантажівка розроблялася корпорацією «Богдан» як заміна ГАЗ-66 для Збройних сил України. Розробка тривала приблизно з 2015 року.
У «Богдані» планували декілька варіантів заміни ГАЗ-66:
- ходова частина від ГАЗ-66, кабіна JAC, а двигун та КПП від Hyundai HD.
- побудувати автомобіль на базі військової вантажівки Kia KM450.
- створити власну модель на базі агрегатів Hyundai HD72.

Станом на початок 2017 року, варіант із повною побудовою на базі агрегатів Hyundai HD72 і кабіною JAC було визнано більш перспективним. Вантажівка отримала двигуном 3,9-літровий турбодизель D4DB. Потужність — 130 к. с. Максимальний крутний момент — 380 Нм при 1900 об/хв.
У квітні 2017 року відбувався тест-драйв передсерійної моделі.
Напередодні Дня незалежності 2018 року у Києві були помічені вантажівки Богдан-3373, що належали Прикордонній службі.
Станом на 2019 рік, стало відомо, що така вантажівка не задовольняла вимогам Збройних сил України. Їй на заміну «Богдан» розробив Богдан-3355, який мав кабіну від Hyundai HD і більші колеса.

## Опис
Вантажівка укомплектована дизельним двигуном D4DC об'ємом 3,9 л і потужністю 120 к.с. Витрата палива складає 19 л на 100 км, а запас ходу — 500 км.
Варіанти:
- Богдан-33712 — 4x4 (повний привод)
- Богдан-3373 — 4х2 (задній привод)

## Тактико-технічні характеристики
За даними autocentre.ua:
- споряджена маса — 3 т[уточнити]
- вантажопідйомність — 2 т (шасі витримує 4,5 т)
- довжина — 6050 мм
- висота — 2700 мм
- колеса — 7.5/16-12PR
- кліренс — 24 см

## Оператори
- Україна
  - Державна прикордонна служба України — деяка кількість станом на 2018.[5][6]